# Evento de disrupción de marea

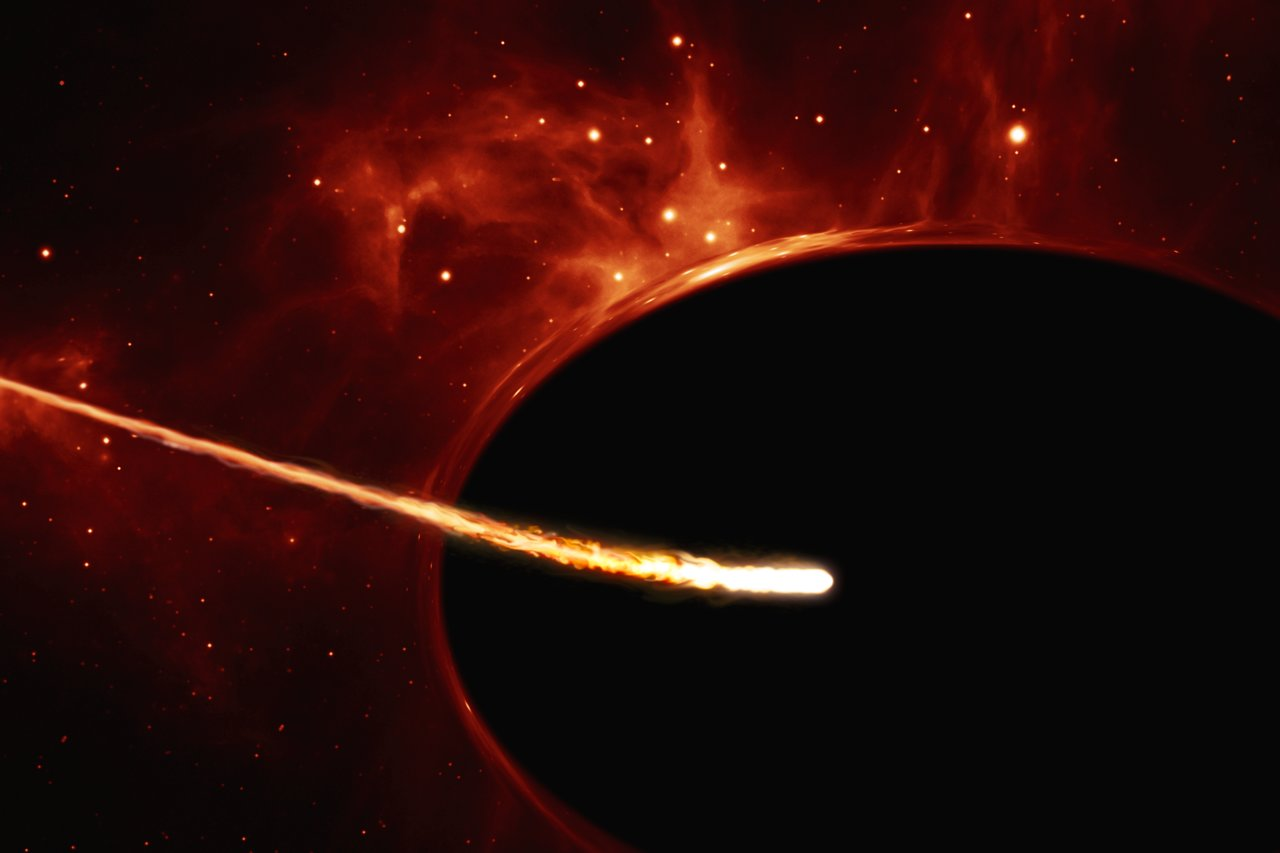
La fuerza gravitatoria del agujero negro supermasivo desgarra a una estrella próxima, que es espaguetificada. Los choques entre los restos y el calor generado por la acreción desencadenan una gran explosión de luz.

Un evento de disrupción de marea es un fenómeno astronómico que ocurre cuando una estrella se acerca demasiado al horizonte de sucesos de un agujero negro supermasivo y es destrozada por las fuerzas de marea del agujero negro, experimentando la espaguetización.
En 1975 se propuso que los eventos de disrupción de marea serían una consecuencia inevitable de los agujeros negros en los núcleos galácticos, mientras que físicos teóricos posteriores han concluido que la llamarada resultante de la radiación de la acumulación de los escombros estelares podría ser un signo único para la presencia de un agujero negro en el centro de una galaxia normal.
En septiembre de 2016, un equipo de la Universidad de Ciencia y Tecnología de China en Hefei, Anhui, China, anunció que, utilizando datos del Wide-field Infrared Survey Explorer de la NASA, se observó un evento de ruptura estelar en un agujero negro conocido. Otro equipo de la Universidad Johns Hopkins en Baltimore, Maryland, Estados Unidos, detectó tres eventos adicionales. En cada caso, los astrónomos hipotetizaron que el jet, o chorro relativista, creado por la estrella moribunda emitiría radiación ultravioleta y de rayos X, la cual sería absorbida por el polvo que rodeaba el agujero negro y emitida como radiación infrarroja. No sólo se detectó esta emisión de infrarrojos, sino que se llegó a la conclusión de que el retraso entre la emisión de rayos ultravioleta y rayos X del jet y la emisión de radiación infrarroja del polvo puede utilizarse para estimar el tamaño del agujero negro que devora la estrella.